# Hudîmî, Romnî
Hudîmî (în ucraineană Гудими) este un sat în comuna Andriașivka din raionul Romnî, regiunea Sumî, Ucraina.

## Demografie
Componența lingvistică a localității Hudîmî
     Ucraineană (98,53%)
     Rusă (1,47%)
Conform recensământului din 2001, majoritatea populației localității Hudîmî era vorbitoare de ucraineană (98,53%), existând în minoritate și vorbitori de rusă (1,47%).